# Acripeza reticulata
Acripeza reticulata är en insektsart som beskrevs av Guérin-Méneville 1832. Acripeza reticulata ingår i släktet Acripeza och familjen vårtbitare. Inga underarter finns listade i Catalogue of Life.